# 班达拉
班达拉（Bhandara），是印度马哈拉施特拉邦Bhandara县的一个城镇。总人口85034（2001年）。

## 人口
该地2001年总人口85034人，其中男性43441人，女性41593人；0—6岁人口9767人，其中男4986人，女4781人；识字率80.28%，其中男性为85.17%，女性为75.18%。